# Houssem Aouar
Houssem Aouar (Lyon, 1998. június 30. –) francia születésű algériai válogatott labdarúgó, az el-Áttihád játékosa.

## Pályafutása

### Klubcsapatban
2006-ban került az AC Villeurbanne csapatához, majd három évvel később csatlakozott a Lyon akadémiájához. 2016 júliusában írta alá első profi szerződését a klubbal. 2017. február 16-án debütált az első csapatban az Európa-ligában a holland AZ Alkmaar ellen, a 84. percben váltotta Sergi Dardert. Egy héttel később a visszavágón megszerezte első gólját a felnőttek között. Április 16_án a bajnokságban is bemutatkozott az SC Bastia elleni 0–0-s döntetlennel záruló találkozón. Az első szezonjában öt tétmérkőzésen kapott lehetőséget és ezeken egy gólt szerzett.
A 2017–18-as szezonban a 4. fordulóban hét percet kapott a Nantes ellen, első mérkőzése volt az idény során. Szeptember 23-án a Dijon ellen közelről lőtte a hálóba a labdát, a mérkőzés 3–3-ra végződött. November 2-án az Európa-ligában az angol Everton ellen a 76. percben Memphis Depay passzát követően a tizenhatosról talált be. December 10-én duplázott az Amiens SC ellen, 2–1-re nyertek.
2023. június 11-én ötéves szerződést írt alá az olasz AS Roma csapatával.
2024. július 16-án 12 millió euróért szerződtette az el-Áttihád.

### A válogatottban
2017 novemberében Sylvain Ripoll meghívta a francia U21-es labdarúgó-válogatott két Európa bajnoki selejtezőre, a bolgár U21-es labdarúgó-válogatott és a szlovén U21-es labdarúgó-válogatott ellen is pályára lépett.

## Statisztika
2023. július 1-i állapotnak megfelelően.
| Klub     | Szezon   | Bajnokság | Bajnokság | Bajnokság | Kupa  | Kupa  | Ligakupa | Ligakupa | Nemzetközi | Nemzetközi | Egyéb | Egyéb | Összesen | Összesen |
| Klub     | Szezon   | Osztály   | Mérk.     | Gólok     | Mérk. | Gólok | Mérk.    | Gólok    | Mérk.      | Gólok      | Mérk. | Gólok | Mérk.    | Gólok    |
| -------- | -------- | --------- | --------- | --------- | ----- | ----- | -------- | -------- | ---------- | ---------- | ----- | ----- | -------- | -------- |
| Lyon     | 2016–17  | Ligue 1   | 3         | 0         | 0     | 0     | 0        | 0        | 2          | 1          | —     | —     | 5        | 1        |
| Lyon     | 2017–18  | Ligue 1   | 32        | 6         | 4     | 0     | 0        | 0        | 8          | 1          | —     | —     | 44       | 7        |
| Lyon     | 2018–19  | Ligue 1   | 37        | 7         | 2     | 0     | 1        | 0        | 7          | 0          | —     | —     | 47       | 7        |
| Lyon     | 2019–20  | Ligue 1   | 25        | 3         | 4     | 3     | 4        | 2        | 8          | 1          | —     | —     | 41       | 9        |
| Lyon     | 2020–21  | Ligue 1   | 30        | 7         | 3     | 1     | —        | —        | —          | —          | —     | —     | 33       | 8        |
| Lyon     | 2021–22  | Ligue 1   | 36        | 6         | 0     | 0     | —        | —        | 9          | 2          | —     | —     | 45       | 8        |
| Lyon     | 2022–23  | Ligue 1   | 16        | 1         | 2     | 0     | —        | —        | —          | —          | —     | —     | 18       | 1        |
| Összesen | Összesen | Összesen  | 179       | 30        | 15    | 4     | 5        | 2        | 34         | 5          | 0     | 0     | 233      | 41       |